# ترافيس وارد
ترافيس وارد (بالإنجليزية: Travis Ward)‏ هو شخصية أعمال أمريكي، ولد في 29 يناير 1922 في جاكسونفيل في الولايات المتحدة، وتوفي في 12 نوفمبر 2015.